# Peter Snell

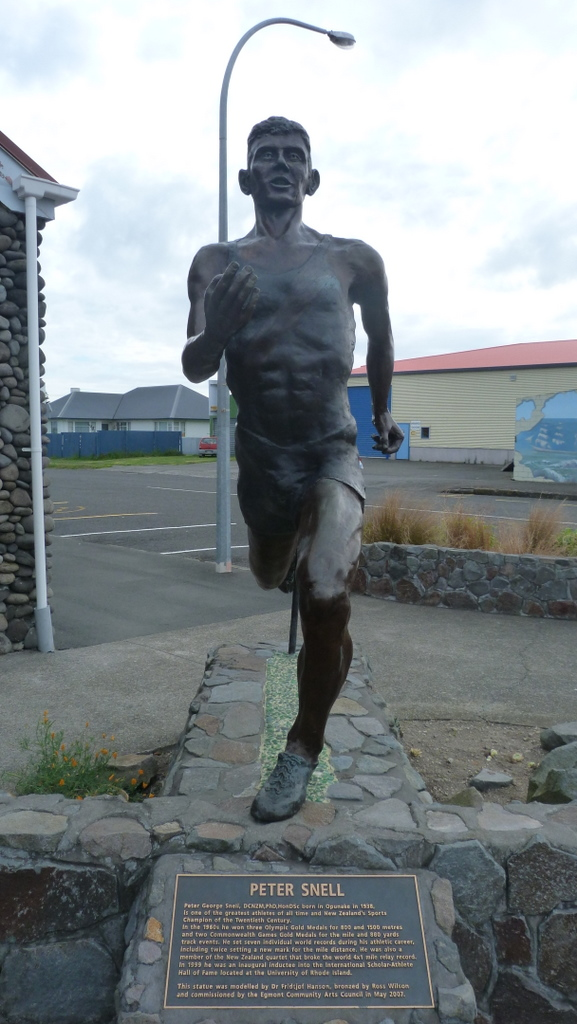
Peter Snell szobra

Peter George Snell (Opunake, 1938. december 17. – Dallas, Texas, USA, 2019. december 12.) új-zélandi olimpiai bajnok atléta.

## Pályafutása
Új-Zélandon született, Opunake városában. Az 1960. évi nyári olimpiai játékokon aranyérmet szerzett 800 méteres síkfutásban. Négy évvel később a Tokióban rendezett olimpián újfent nyert 800 méteren, emellett 1500 méteren is ő volt a legjobb. Az olimpiai játékokon túl jelentős sikereket ért el a Nemzetközösségi játékokon.